# Samuel Ruiz García
Samuel Ruiz García (Irapuato, 3 november 1924 - 24 januari 2011) was een Mexicaans rooms-katholiek geestelijke en bevrijdingstheoloog.

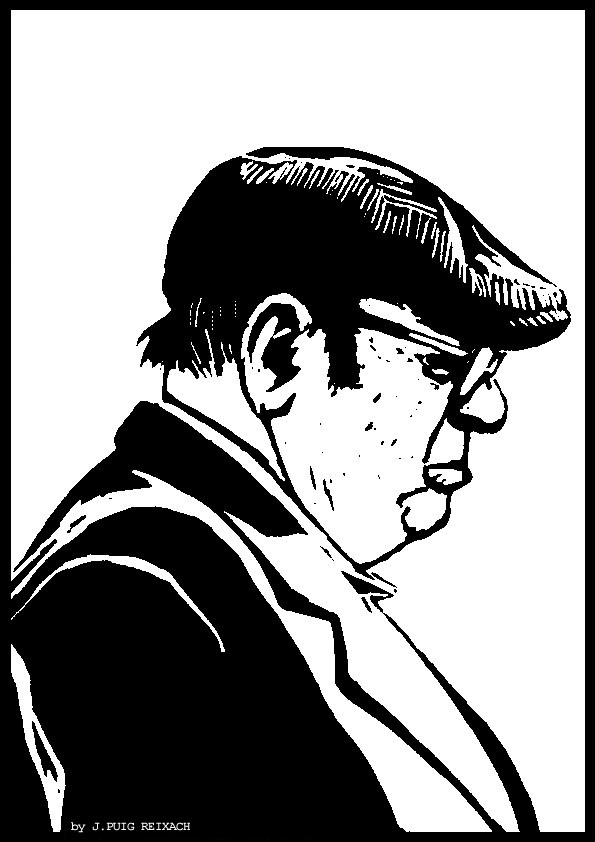
Samuel Ruiz García [digital illustration

## Leven
Van 1959 tot 1999 was hij bisschop van San Cristóbal de las Casas in Chiapas, een van de armste delen van Mexico. Hij stond bekend om zijn steun voor de Indiaanse bevolking en voerde vredesonderhandelingen bij burgeroorlogen in Centraal-Amerika. Daar hij echter aanhanger was van de bevrijdingstheologie ondervond hij veel weerstand van de kerkelijke autoriteiten. Paus Johannes Paulus II noemde zijn beweging in 1999 zelfs 'marxistisch'.
Ruiz sympathiseerde met het Zapatistisch Nationaal Bevrijdingsleger (EZLN) dat in 1994 in Chiapas in opstand kwam. Hij nam deel aan vredesonderhandelingen tussen het EZLN en de Mexicaanse regering. Er zijn minstens vier moordaanslagen op hem gepleegd, die allemaal mislukten. Sommige van de moordpogingen worden in verband gebracht met de toenmalige regeringspartij PRI.
In 1999, op 75-jarige leeftijd, ging hij met emeritaat.

## Onderscheiding
In 2000 werd Ruiz García onderscheiden met de Internationale Simón Bolívar-prijs van de UNESCO en een jaar later, in 2001, met de Internationale Neurenbergse Mensenrechtenprijs.
In 2008 ontving hij een eredoctoraat van de Ibero-Amerikaanse Universiteit.
- Biblioteca Nacional de España: XX6101023
- Bibliothèque nationale de France: cb144360652 (data)
- Gemeinsame Normdatei: 119403994
- International Standard Name Identifier: 0000 0001 0960 0318
- Library of Congress Control Number: n81139080
- Réseau des bibliothèques de Suisse occidentale: 02-A008766218
- Istituto Centrale per il Catalogo Unico: LO1V163127
- Système universitaire de documentation: 080753760
- Virtual International Authority File: 23472453
- WorldCat: E39PBJkp4b76F8dHw79BKkCvpP